# Landesgymnasium Fellin
Das Landesgymnasium Fellin war im 19. Jahrhundert eine berühmte Schule in Fellin im Gouvernement Livland des Russischen Kaiserreiches.

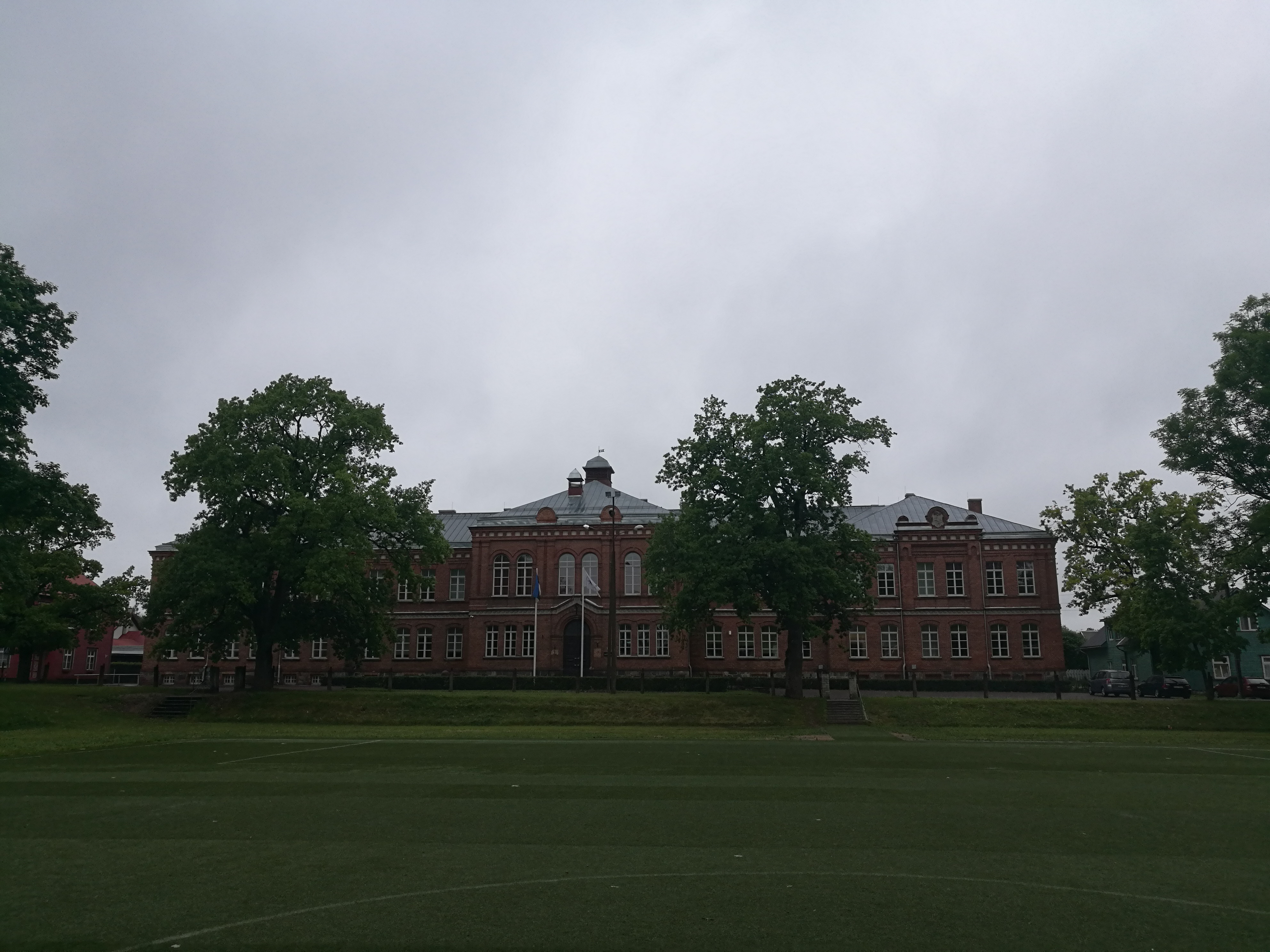
Das Schulgebäude 2018

## Geschichte
Im Jahr 1844 gründete Gustav Max Schmidt in Fellin eine Lehr- und Erziehungsanstalt, deren Leiter er bis zu seinem Tod 1874 war. Schmidt hatte als Schüler die Lateinschule des Waisenhauses der Franckeschen Stiftungen in Halle besucht, in Halle auch studiert und in Dorpat das Lehrerexamen gemacht. Als Lehrer war er von 1935 bis 1843 in Birkenruh tätig gewesen. 1875 übernahm die Livländische Ritterschaft die Schmidtsche Anstalt nun als Landesgymnasium. Der Neubau eines großen repräsentativen Hauptgebäudes nach den Plänen des Rigenser Architekten R. Häussermann wurde 1877 eingeweiht. Direktoren waren 1875–1877 Carl Hoheisel, 1877–1883 Heinrich Seesemann und 1884–1892 Franz Waldmann. Als ab 1892 in den Ostseegouvernements Deutsch als Unterrichtssprache verboten wurde, wurde das Gymnasium – wie auch das Landesgymnasium Birkenruh – geschlossen. Von 1906 bis zum Beginn des Ersten Weltkrieges und während der deutschen Besatzung 1918 bestand eine deutsche Schule in dem Gebäude, welches nach der estnischen Unabhängigkeit verstaatlicht wurde. Heute befindet sich dort die Viljandi Kesklinna Kool (Stadtzentrums-Schule Viljandi).

## Bekannte Lehrer
- Theophil Ernst Kriese (1785–1848), Pädagoge
- Arthur Malmgren (1860–1947), Theologe
- Theodor Schiemann (1847–1921), Historiker
- Ernst Seraphim (1862–1945), Historiker
- Eduard Thraemer (1843–1916), Klassischer Philologe
- Arnold Wehrenfennig (1867–1937), Theologe

## Bekannte Schüler
- Piers Bohl (1865–1921), Mathematiker
- Arved Konrad von Brasch (1847–1899), Jurist
- Ernst Carl von der Brüggen (1840–1903), Redakteur
- Johann Matthias von Holst (1839–1905), Architekt
- Viktor Knorre (1840–1919), Astronom
- Raimund von Zur Mühlen (1854–1931), Sänger
- Rudolf Julius von zur Mühlen (1845–1913), Maler
- Otto Seesemann (1866–1945), Theologe